# زالسیه (استان اوپوله)
زالسیه (به لهستانی: Zalesie) یک منطقهٔ مسکونی در لهستان است که در گمینا دوماشوویتسه واقع شده‌است.